# Karen Walker (Fußballspielerin)
Karen Walker (* 29. Juli 1969 in Mexborough) ist eine ehemalige englische Fußballspielerin.

## Karriere

### Vereine
Geboren und aufgewachsen in Mexborough, einer kleinen Stadt unweit von Doncaster in der Grafschaft South Yorkshire, wurde Walker im Alter von nur 15 Jahren von ihrer Nachbarin und späteren Mitspielerin Karen Skillcorn „rekrutiert“, um für die Doncaster Belles zu spielen. In der Rückrunde der Saison 1984/85 dem Verein angehörig, entwickelte sich die Mittelstürmerin zu einer festen Größe in der ersten Mannschaft und bestritt bereits als Teenager ihr erstes A-Länderspiel.
Walker entwickelte sich in den späten 1980er- und in den 1990er-Jahren zu einer Schlüsselspielerin des Vereins, der dreimal in Folge (1987 bis 1989) die regionale Meisterschaft in der Nottinghamshire League gewonnen hatte und zweimal in Folge als regionaler Meister aus der North East Regional League hervorgegangen war. Am 27. April 1991 verlor sie mit ihrer Mannschaft als Titelverteidiger das Finale um den FA Women’s Cup; mit 0:1 war man im Prenton Park in Birkenhead den Millwall Lionesses mit 0:1 unterlegen. Am Saisonende 1991/92 hatte sie 36 Tore in nur 14 Punktspielen erzielt und ihre Mannschaft zum ersten Titel in der Women’s National Division geführt, der zwei Jahre später erneut errungen werden konnte. Mit dem 4:0-Sieg über Red Star Southampton im Finale um den FA Women’s Cup im Jahr 1992 konnte erstmals das Double verwirklicht werden. Nach knapp 20 Jahre währender Zugehörigkeit wechselte Walker zu Leeds United, dem sie von 2004 bis 2006 angehörte. Nach ihrem zwölften Finale um den FA-Cup, das sie mit dem Verein 2006 erreichte, jedoch mit 0:5 gegen den Arsenal Women FC verlor, beendete sie ihre Spielerkarriere.

### Nationalmannschaft
Walker bestritt in 16 Jahren 83 Länderspiele für die Nationalmannschaft, in denen sie 40 Tore erzielte. Ihr Debüt gab sie am 20. Juli 1988 beim 3:0-Sieg über die Italienische B-Nationalmannschaft, nachdem The FA der Einladung zur Teilnahme an der Mundialito (Kleine Weltmeisterschaft) in Italien zugesagt hatte. Der Turniersieg gelang mit dem 2:1-Sieg über die Nationalmannschaft Italiens im Finale zehn Tage später. Ihren letzten Einsatz als Nationalspielerin für The FA hatte sie am 11. September 2003 im Stadion am Böllenfalltor in Darmstadt bei der 0:4-Niederlage im Freundschaftsspiel gegen die Nationalmannschaft Deutschlands mit Einwechslung für Sue Smith in der 62. Minute.
Ihr erstes von 40 Länderspieltoren erzielte sie am 18. September 1988 in Blackburn bei der 1:3-Niederlage gegen die Nationalmannschaft Norwegens im achten und letzten Spiel der EM-Qualifikationsgruppe 1. Sie erzielte neunmal zwei Tore in einem Spiel (das erste Mal am 20. April 1991 in Wycombe beim 5:0-Sieg im Freundschaftsspiel gegen die Nationalmannschaft Schottlands) und einmal drei Tore am 25. September 1993 in Ljubljana beim 10:0-Sieg über die Nationalmannschaft Sloweniens im ersten Spiel der EM-Qualifikationsgruppe 7. Von den restlichen 19 Toren erzielte sie am 20. Februar 2000 beim 2:0-Sieg über die Nationalmannschaft Portugals im zweiten Spiel der EM-Qualifikationsgruppe 2 eins per Strafstoß.
Walker nahm an den Europameisterschaftsendrunden 1995 und 2001 teil, wie auch an der Weltmeisterschaft 1995 in Schweden. Sie wurde in allen drei Spielen der Gruppe B eingesetzt und erzielte im zweiten Gruppenspiel, beim 3:2-Sieg über die Nationalmannschaft Nigerias, das Tor zur 2:1-Führung in der 27. Minute, Karen Farley ihre Mitspielerin die Tore zum 1:0 und 3:1 in der zehnten und 38. Minute. Des Weiteren nahm sie mit ihrer Mannschaft auch am Turnier um den Algarve-Cup 2002 teil. Sie wurde im letzten Spiel der Gruppe B bei der 3:6-Niederlage gegen die Nationalmannschaft Schwedens am 5. März in Lagos eingesetzt, wie auch im Spiel um Platz 9 beim 4:1-Sieg über die Nationalmannschaft Schottlands am 7. März in Quarteira; im ersten gelangen ihr zwei Tore und im zweiten ein Tor.
Mit 40 A-Länderspieltoren belegt sie (gemeinsam mit Fara Williams) gegenwärtig den vierten Platz in der Rekordtorschützenliste hinter Ellen White (52), Kelly Smith (46) und Kerry Davis (44).

## Erfolge
Nationalmannschaft
- Halbfinalist Europameisterschaft 1995
- Mundialito-Sieger 1988

Doncaster Belles
- Englischer Meister 1992, 1994
- FA Women’s Cup-Sieger 1987, 1988, 1990, 1992, 1994